# 28 Days Later: The Aftermath
28 Days Later: The Aftermath – powieść graficzna autorstwa Steve’a Nilesa. Stanowi ona kontynuację i uzupełnienie filmu 28 dni później. Wydawcą zeszytu jest Fox Atomic Comics. Na półki komiks trafił 3 kwietnia 2007 roku.
Zeszyt uzupełnia puste miejsca pomiędzy oryginalnym filmem a jego sequelem, 28 tygodni później. Zawiera cztery z pozoru niepowiązane ze sobą historie, opisujące powstanie wirusa, walkę o przetrwanie po jego uwolnieniu i w finale – wysiłki, by przywrócić porządek w zniszczonym państwie.
28 Days Later: The Aftermath jest pierwszą powieścią graficzną wydaną przez Fox Atomic Comics.

## Opis fabuły
Całość powieści jest podzielona na cztery historie, osadzone w zakresie czasu od kilku dni przed wypuszczeniem wirusa aż do wydarzeń mających miejsce półtora miesiąca później. Pierwsze trzy historie skupiają się na różnych postaciach; czwarta łączy ocalałych ludzi z poszczególnych historii w konfrontacji z ich ostatecznym losem.

### Stadium 1: Powstanie
Pierwsza historia zaczyna się w nieokreślonym momencie przed pierwszym zarażeniem. Zaczyna się w podobny sposób, co film, ukazując przeróżne sceny przemocy, które szybko okazują się nagraniami video wyświetlanymi na ekranach telewizorów – w tym wypadku pochodzącymi z kamer nagrywających przestępstwa dokonane w Londynie poprzedniej nocy. Dwóch naukowców, Clive i Warren, pracuje nad inhibitorem, który mógłby działać na agresywne zachowania u ludzi.
Warren pozyskuje do badań agresywnego przestępcę dzięki łapówce danej kapitanowi policji. Kiedy podmiot badań próbuje uciec, Warren i Clive są zmuszeni zabić go i ukryć ciało. W wyniku swoich rozterek Clive staje się zmęczony projektem.
Warren dochodzi do wniosku, że jedyną realnie skuteczną metodą podania ich inhibitora jest połączenie go ze zneutralizowanym wirusem, dzięki czemu łatwo obejmie on całe społeczeństwo. Genetycznie modyfikuje wirus Ebola jako nośnik inhibitora pomimo ostrego sprzeciwu Clive’a. Jednak po kilku tygodniach wirus mutuje, odwracając efekt inhibitora – powstaje wirus Furii znany z filmu. Po sarkastycznej uwadze Warrena o tym, że udało im się osiągnąć całkowite przeciwieństwo zamierzonego efektu, Clive uderza go i odchodzi z projektu. Później dzwoni do grupy ekoterrorystów, podając im „ciekawe informacje”, po czym strzela sobie w głowę. To pozwala zrozumieć czytelnikowi, w jaki sposób trójka aktywistów znalazła się w kompleksie na początku filmu.
W tym miejscu fabuła skupia się na Warrenie, który siedzi za biurkiem w swoim gabinecie i rozmawia przez telefon z nieznaną osobą. Informuje ją, że inhibitor dał odwrotne skutki, na co osoba po drugiej stronie linii stwierdza, że można go nadal użyć „w inny sposób”, po czym połączenie zostaje przerwane. Warren słyszy dziwne odgłosy pochodzące z zewnątrz, które postanawia sprawdzić. Odnajduje otwarte drzwi, a kiedy przekracza próg, zostaje zaatakowany przez małpę, która wymiotuje na niego swoją krwią i zaraża wirusem. W tym miejscu kończy się rozdział. W zestawieniu do filmu scena ta ma miejsce tuż po tym, jak aktywiści wypuszczają szympansa z klatki.

### Stadium 2: Rozwój
Drugi rozdział rozpoczyna się dzień po włamaniu do laboratorium. Pięcioosobowa rodzina jest na pikniku w parku w Cambridge, sprzeczając się o przyziemne sprawy. Młodszy syn, Liam, widzi szympansa na drzewie; małpa atakuje go i wymiotuje krwią na jego twarz. Ojciec chłopca, Roger, odpycha i zabija zwierzę. W pobliżu znajdowała się karetka pogotowia, wezwana do pomocy rowerzyście. Sanitariusze szybko udzielają chłopcu pomocy i wsiadają z nim do wozu; rodzinie chłopca każą jechać za karetką w drodze do londyńskiego szpitala. Po drodze rodzina obserwuje sceny rzezi – infekcja wyprzedziła ich.
Zarażony Liam przenosi chorobę dalej, zarażając dwóch sanitariuszy jadących wraz z nim. Kiedy kierowca otwiera tylne drzwi ambulansu, zarażeni uwięzieni dotychczas wewnątrz atakują go. Rodzina chłopca rozumie, że dzieje się coś strasznego.
Kilka dni później pozostali członkowie rodziny ukrywają się w zabarykadowanym domu gdzieś w Londynie. Wiadomości w radio są przerażające, aż w końcu całkowicie milkną. Starszy syn, Sid, sugeruje, że powinni spróbować uciec z miasta Tamizą. Cała czwórka dociera do Mostu Westminsterskiego, ścigana przez hordy zarażonych. Roger i Barbara poganiają swoje dzieci, by skoczyły do wody i wdrapały się na porzuconą łódź, obiecując, że zaraz do nich dołączą. Zamiast tego pozostają jednak na moście i poświęcając się osłaniają ucieczkę Sida i Sophie.

### Stadium 3: Zdziesiątkowanie
Trzecia część ma miejsce między 29. a 32. dniem po pierwszym zarażeniu – w przybliżeniu jest to ten sam zakres czasu co w filmie. Hugh Baker, szary obywatel, ubrany w samodzielnie dobrany strój ochronny, „odziedziczył” Londyn i spędza swój czas na walce z zarażonymi przy użyciu maczety i karabinu zrabowanego (jak większość jego sprzętu) ze zniszczonej blokady wojskowej.
Komiks zaczyna się od sceny, w której zarażony atakuje osobę o niewyraźnej sylwetce. Po chwili okazuje się, że był to tylko manekin intensywnie spryskany perfumami. Wskazuje to, że zarażeni kierują się przede wszystkim węchem w poszukiwaniu swoich ofiar i rozróżnianiu innych zarażonych. Zapach środków chemicznych, takich jak szampon czy perfumy, zdaje się przyciągać ofiary wirusa. Hugh, który od dłuższego czasu nie miał okazji wziąć normalnej kąpieli, staje się „niewidoczny” dla zarażonych.
Zanim Hugh może świętować swój sukces badawczy, zostaje zaatakowany przez innego człowieka, noszącego kompletny mundur żołnierza SAS i maskę hokejową. Dzięki kamizelce kuloodpornej i własnej zwinności Hugh ucieka przed gradem kul, po czym rozpoczyna planowanie wyeliminowania swojego wroga. Podróżując samodzielnie opancerzoną taksówką dozbraja się w większą ilość amunicji i spory flakon perfum, Hugh rozpoczyna swoje łowy.
Naganiając zarażonych, Hugh zmusza drugiego ocalałego człowieka, by wrócił do swojego wojskowego jeepa. W tym momencie oblewa go perfumami ze swojej pozycji na dachu budynku i zanim zdezorientowany mężczyzna może zapytać o sens tego zachowania, zostaje otoczony przez hordę zarażonych. Spod hokejowej maski wyziera równie przeciętna twarz przerażonego człowieka, który chwilę później sam zostaje zarażony. Hugh z kamienną twarzą strzela mu w głowę, a następnie ostrzeliwuje samochód, powodując wybuch i zabijając pozostałych zarażonych. Kiedy mężczyzna znów zostaje jedynym władcą miasta, słyszy głośny huk, a kiedy się odwraca, tuż nad nim przelatuje klucz odrzutowców F-14 Tomcat.

### Stadium 4: Kwarantanna
Czwarta, ostatnia historia, ma miejsce między 38. a 42. dniem po pierwszym zarażeniu. Sid i jego siostra Sophie dotarli do obozu dla uchodźców. Sophie pracuje jako wolontariuszka w szpitalu polowym, gdzie poznaje nowego przybysza, odnalezionego w jednym ze szpitali. Jest nim Clive, który przeżył swoją próbę samobójczą. Początkowo chce wyjaśnić swój udział w stworzeniu wirusa, ale szybko postanawia ukryć swoją odpowiedzialność. Zamiast tego mówi, że sam jest epidemiologiem i pracował nad wirusem tuż po wybuchu epidemii – wszystko po to, by ukryć pochodzenie swojej wiedzy.
Tymczasem Sid zaprzyjaźnia się z innym nowo przybyłym – Hugh, który okazuje się właścicielem kiosku w sąsiedztwie domu chłopaka. Hugh przez cały czas stawiał opór i nie chciał trafić do obozu, z czego zwierza się Sidowi. W końcu mężczyzna przekonuje Sida, Sophie i Clive’a, że wojsko ma niejasne dalsze plany i że muszą jak najszybciej uciec. Grupa zdobywa mundury i broń, po czym opuszcza obóz i pędzi w stronę lasu, jednak zostają wykryci. Sid i Hugh pozostają w tyle, by osłaniać ucieczkę Sophie i Clive’a; obydwaj giną w strzelaninie z żołnierzami.
W trakcie dalszej ucieczki Clive nie ma już sił na dalszy bieg. Zatrzymuje Sophie i wyjawia jej, że był jednym z głównych twórców wirusa, przez który straciła rodzinę i ostrzega, że może dojść do kolejnej mutacji. Próbuje prosić dziewczynę o pomoc, by mógł bezpiecznie uciec i naprawić swoje błędy. Zamiast tego Sophie całuje go, po czym strzela mu w głowę. Uśmiechając się przez łzy dziewczyna odrzuca pistolet i wystawia się snajperowi siedzącemu w ścigającym ją helikopterze. Natychmiast ginie od postrzału w głowę.

## Tworzenie komiksu
Scenariusz wszystkich czterech historii napisał Steve Niles, specjalizujący się w tworzeniu scenopisów dla powieści graficznych i komiksów z pogranicza thrillera, horroru i makabry (jest m.in. współautorem wydanego w Polsce Abra Makabra: Sprawa Cala McDonalda). Okładkę całego zeszytu stworzył Tim
Bradstreet. Pierwszy i ostatni rozdział narysował Dennis Calero. Drugi jest efektem współpracy Diego Olmosa (oryginalny szkic) i Kena Brancha (nałożenie tuszu). Trzeci rozdział stworzył Nat Jones. Choć całość kolorował Dennis Calero, widać wyraźne różnice między poszczególnymi stylami. O ile stworzone przez Calero rozdziały są identyczne pod względem wizualnym, druga i trzecia historia mają swój odmienny styl wypełnienia barw. Można także dostrzec pewien brak konsekwencji w kreacji postaci Hugh Bakera. W finałowej historii użyte kolory oraz sam rysunek sprawiają, że wydaje się on znacznie starszy niż w trzecim rozdziale – a przecież minął zaledwie tydzień.